# Trianon (Lancen)
Trianon for Band is een compositie voor harmonieorkest of fanfare van de Franse componist Serge Lancen.